# Ètica de l'enginyeria
L'ètica de l'enginyeria és el camp del sistema de principis morals que s'apliquen a la pràctica de l'enginyeria. El camp examina i estableix les obligacions dels enginyers amb la societat, els seus clients i la professió. Com a disciplina acadèmica, està estretament relacionada amb temes com la filosofia de la ciència, la filosofia de l'enginyeria i l'ètica de la tecnologia. A mesura que l'enginyeria es va convertir en una professió diferent durant el segle xix, els enginyers es van veure com a professionals independents o com a empleats tècnics de grans empreses. Hi va haver una tensió considerable entre les dues parts mentre els grans empresaris industrials lluitaven per mantenir el control dels seus empleats.

## Antecedents i orígens

### Fins alseglexixi les creixents preocupacions

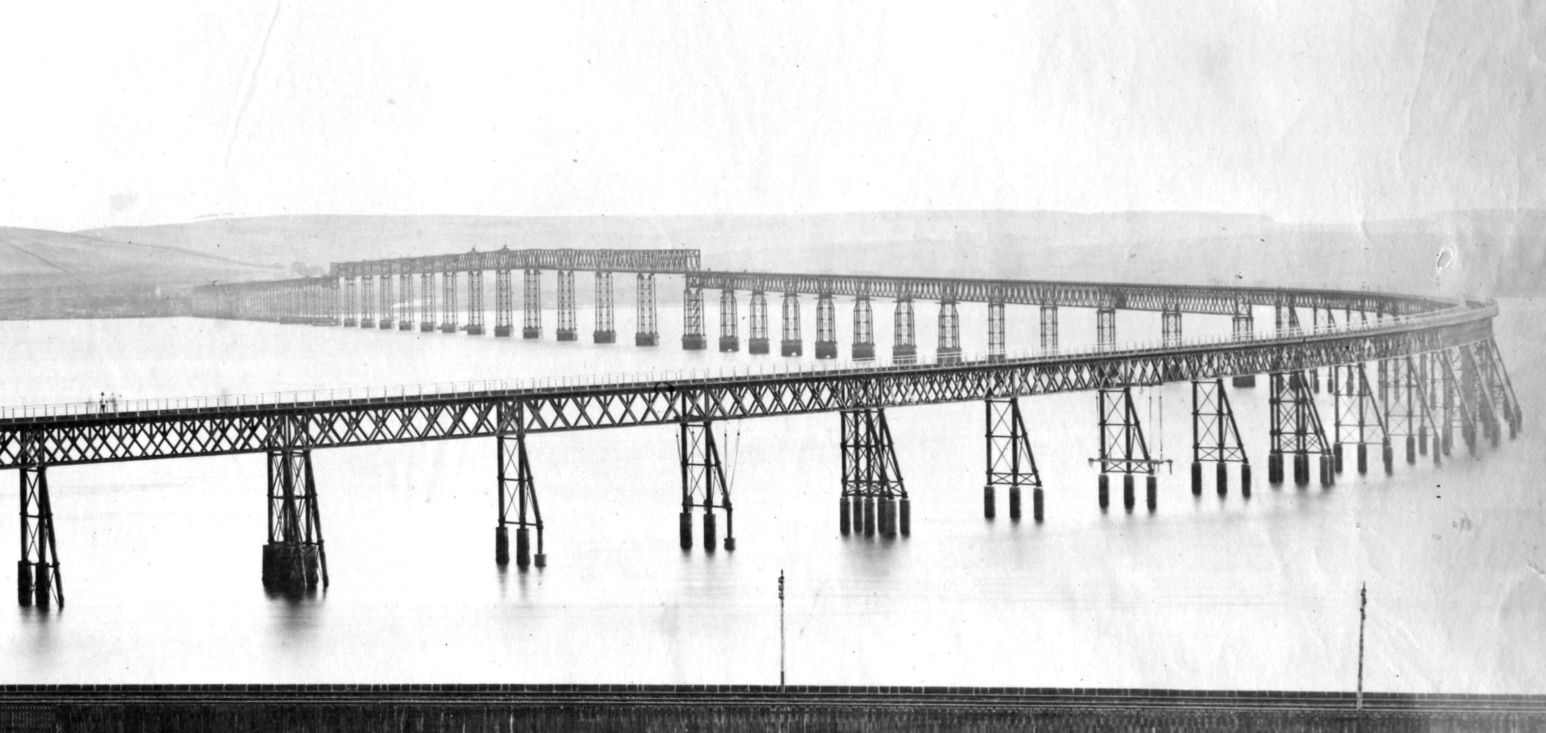
El primer Pont Tay va col·lapsar el 1879. Van morir almenys seixanta persones.

A mesura que l'enginyeria s'anava convertint en una professió diferent durant el segle xix, els enginyers es veien a si mateixos com a professionals independents o com a empleats tècnics de grans empreses. Hi va haver una tensió considerable entre tots dos bàndols, ja que els grans empresaris industrials lluitaven per mantenir el control dels seus empleats.
Als Estats Units el creixent professionalisme va donar lloc al desenvolupament de quatre societats d'enginyeria fundadores: La Societat Americana d'Enginyers Civils (ASCE) (1851), l'Institut americà d'Enginyers Elèctrics (AIEE) (1884), la Societat Americana d'Enginyers Mecànics (ASME) (1880), i l'Institut Americà d'Enginyers de Mines (AIME) (1871). L'ASCE i l'AIEE s'identificaven més amb l'enginyer com a professional erudit, mentre que l'ASME, fins a cert punt, i l'AIME gairebé íntegrament, s'identificaven amb la visió que l'enginyer és un empleat tècnic.
Tot i això, en aquella època l'ètica es considerava una preocupació personal més que professional àmplia.:6

### Gir delseglexxi punt d'inflexió

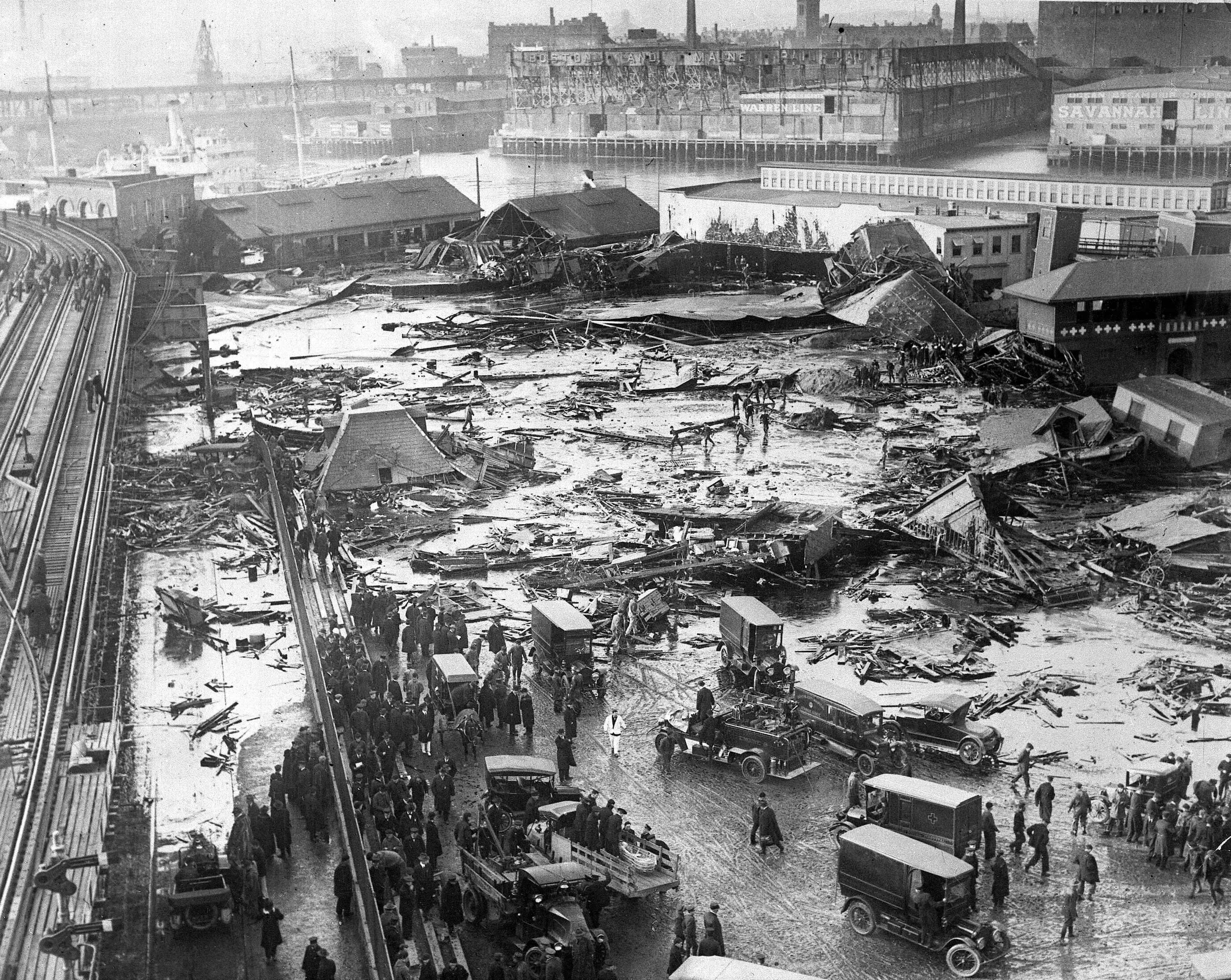
El desastre de la melassa de Boston va suposar un fort impuls per a l'establiment de llicències professionals i codis deontològics als Estats Units.

Quan el segle xix arribava al final i començava el segle xx, s'havien produït una sèrie d'importants errors estructurals, entre els quals es trobaven algunes espectaculars fallades de ponts, especialment el desastre del ferrocarril del riu Ashtabula (1876), el Desastre del pont de Tay (1879) i el Col·lapse del pont del Quebec (1907). Aquests successos van tenir un efecte profund en els enginyers i van obligar la professió a enfrontar-se a les deficiències de la pràctica tècnica i de la construcció, així com a les normes ètiques.
Una de les respostes va ser el desenvolupament de codis formals d'ètica per part de tres de les quatre societats d'enginyeria fundadores. L'AIEE va adoptar el seu el 1912. ASCE i ASME ho van fer el 1914. L'AIME no va adoptar un codi d'ètica a la seva història.
La preocupació per la pràctica professional i la protecció del públic posada de manifest per aquests errors als ponts, així com pel desastre de la melassa de Boston (1919), va donar impuls a un altre moviment que feia algun temps que estava en marxa: exigir credencials formals (llicència d'Enginyeria Professional als Estats Units) com a requisit per a practicar. Això implica complir alguna combinació de requisits de formació, experiència i proves.
En 1950, l'Associació d'Enginyers Alemanys va elaborar un jurament per a tots els seus membres titulat "La confessió dels enginyers", al·ludint directament al paper dels enginyers en les atrocitats comeses durant la Segona Guerra Mundial.
A les dècades següents, la majoria dels estats americans i les províncies canadenques van exigir que els enginyers tinguessin llicència, o van aprovar una legislació especial que reservava els drets de titularitat a l'organització d'enginyers professionals. El model canadenc consisteix a exigir que totes les persones que treballen en camps de l'enginyeria que suposen un risc per a la vida, la salut, la propietat, el benestar públic i el medi ambient tinguin llicència, i totes les províncies van exigir la llicència a la dècada de 1950.
El model dels Estats Units ha estat, en general, exigir només als enginyers en exercici que ofereixen serveis d'enginyeria que repercuteixen al benestar públic, la seguretat, la salvaguarda de la vida, la salut o la propietat que tinguin llicència, mentre que els enginyers que treballen a la indústria privada sense una oferta directa de serveis d'enginyeria al públic o altres empreses, l'educació i el govern no necessiten tenir llicència. Això ha perpetuat la divisió entre els enginyers professionals i els de la indústria privada. Les societats professionals han adoptat codis d'ètica generalment uniformes.

### Evolució recent

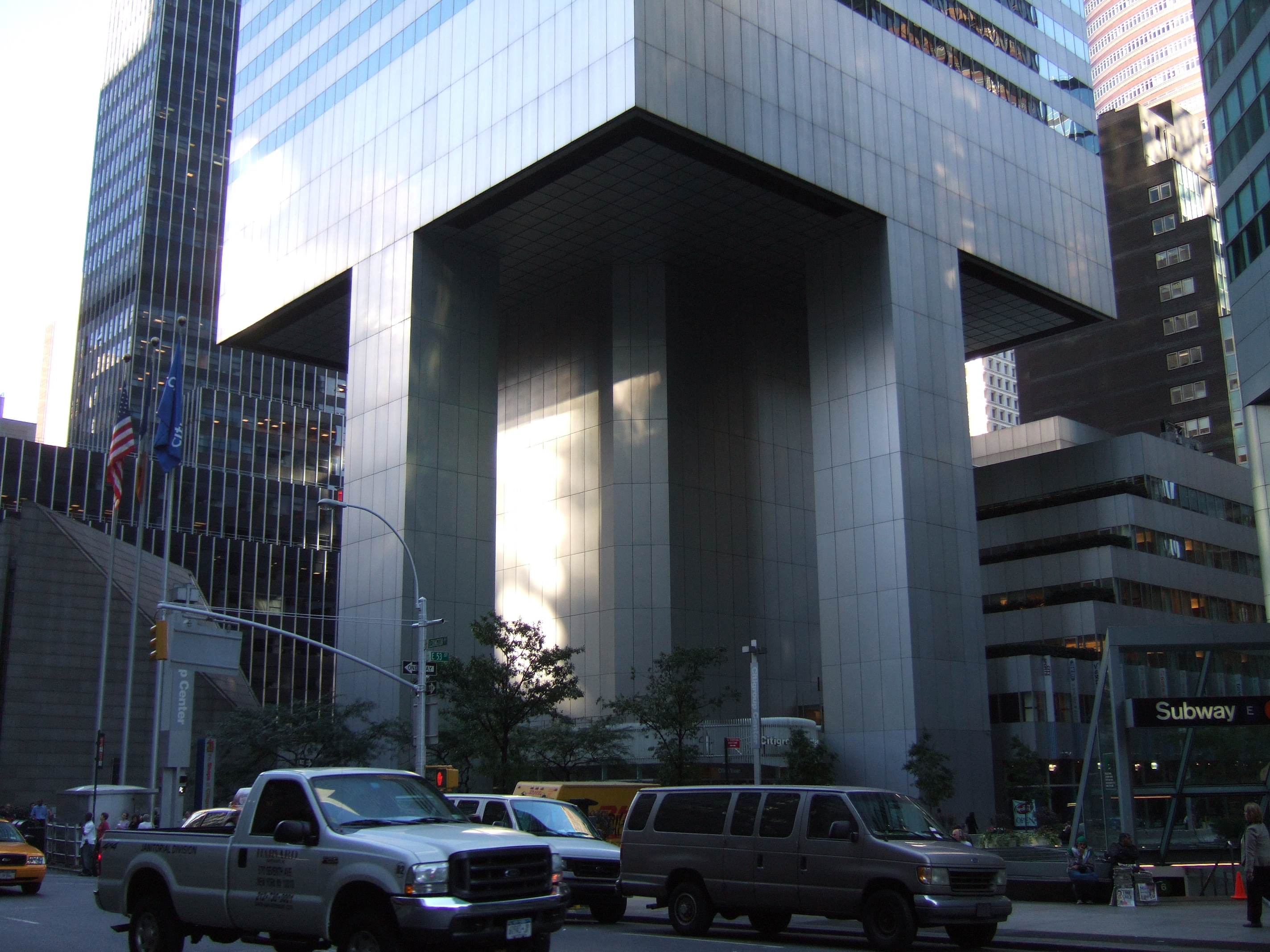
La resposta de William LeMessurier a les deficiències de disseny descobertes després de la construcció del Citigroup Center se cita sovint com a exemple de conducta ètica.

Els esforços per promoure la pràctica ètica continuen. A més dels esforços de les societats professionals i de les organitzacions fundadores amb els seus membres, l'Anell de Ferro canadenc i l'Ordre de l'Enginyer nord-americà tenen les seves arrels en l'esfondrament del pont del Quebec el 1907 exigeixen als seus membres que prestin un jurament per mantenir la pràctica ètica i portin un anell simbòlic com a recordatori.
Als Estats Units, la Societat Nacional d'Enginyers Professionals va publicar el 1946 els seus Cànons d'Ètica per a Enginyers i Regles de Conducta Professional, que van evolucionar fins a l'actual Codi d'Ètica, adoptat el 1964. Aquestes peticions van portar finalment a la creació de la Junta de Revisió Ètica el 1954. Els casos d'ètica poques vegades tenen respostes fàcils, però els gairebé 500 dictàmens consultius del BER han contribuït a aclarir les qüestions ètiques a què s'enfronten els enginyers diàriament.
Actualment, el suborn i la corrupció política estan sent abordats de forma molt directa per diverses societats professionals i grups empresarials de tot el món. No obstant això, han sorgit noves qüestions, com la deslocalització, el desenvolupament sostenible i la protecció del medi ambient, que la professió ha de considerar i abordar.

## Principis ètics
Els principis ètics dels enginyers consideren la màxima importància a la seguretat, la salut i el benestar del públic i s'han d'esforçar per complir els principis del desenvolupament sustentable en l'exercici de les funcions professionals, han de prestar serveis només a les àrees de la seva competència, han d'emetre declaracions públiques només de manera objectiva i veraç, han d'actuar en assumptes professionals per a cada ocupador o client com a agents o representants fidels, han d'evitar conflictes d'interessos, construir la seva reputació professional sobre el mèrit dels seus serveis i no competir de manera deslleial amb els altres, actuar de manera tal de mantenir i millorar l'honor, la integritat i la dignitat de la professió de l'enginyeria, i han d'actuar amb tolerància zero amb el suborn, el frau i la corrupció, continuar el desenvolupament professional al llarg de la seva carrera, i han d'oferir oportunitats per al desenvolupament professional dels enginyers sota la seva supervisió, i en tots els assumptes relacionats amb la seva professió, tractar totes les persones de manera justa i encoratjar la participació equitativa sense distinció de gènere o identitat de gènere, raça, origen nacional, ètnia, religió, edat, orientació sexual, discapacitat, afiliació política o família, marital o estat econòmic.

## Deure d'informar

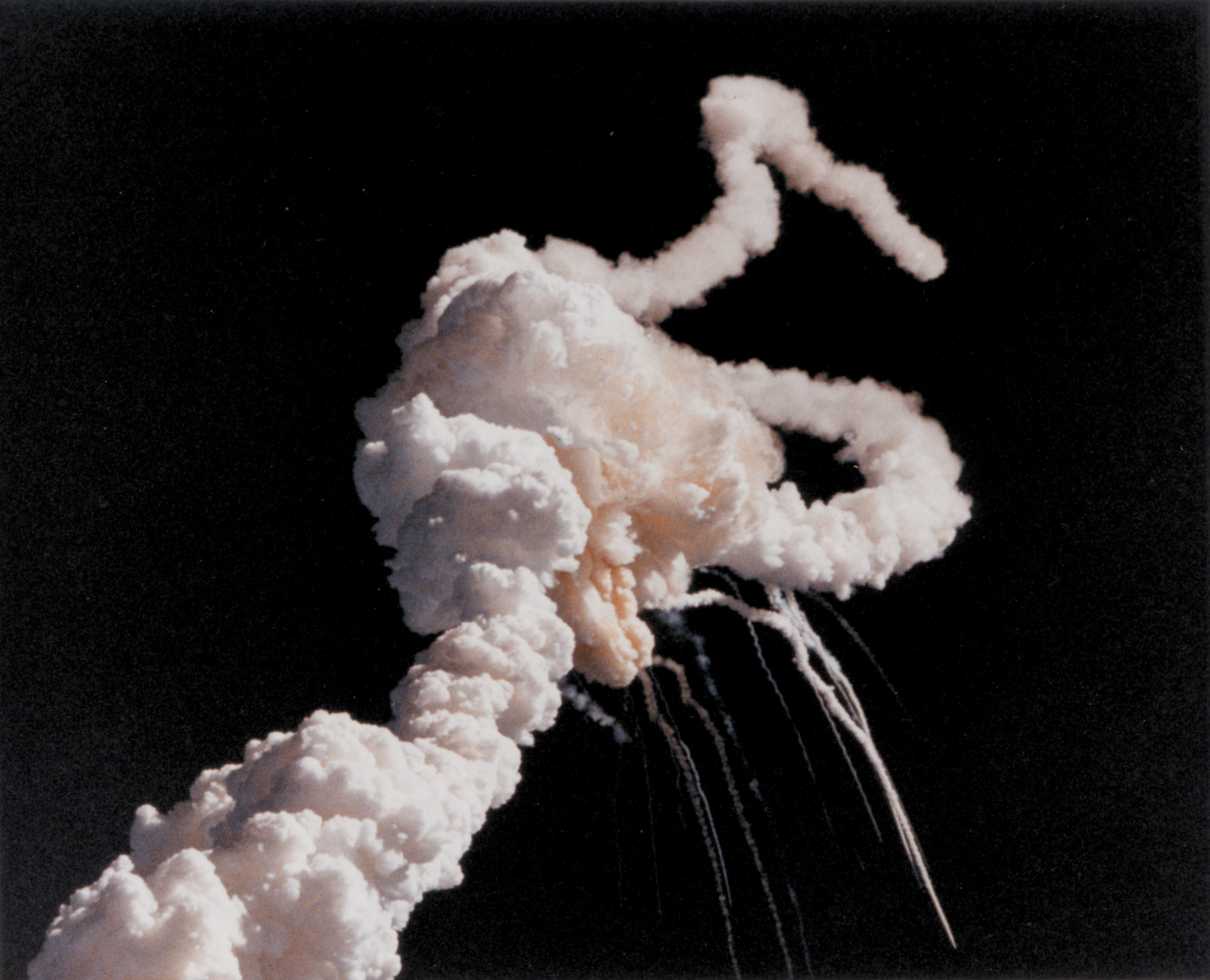
El desastre del transbordador espacial Challenger s'utilitza com un cas d'estudi de denúncies i comportament organitzacional, inclòs el pensament de grup.

Un dilema ètic bàsic és que un enginyer té el deure d'informar l'autoritat competent sobre un possible risc per a altres perquè un client o ocupador no segueix les instruccions de l'enginyer. D'acord amb els primers principis, aquest deure prevaldre sobre el deure cap a un client i/o ocupador. Un enginyer pot ser sancionat, o se li pot revocar la llicència, fins i tot si el fet de no informar aquest perill no resulta en la pèrdua de la vida o la salut.
Si un enginyer és anul·lat per una autoritat no tècnica o una autoritat tècnica, ha d'informar a l'autoritat, per escrit, les raons del consell i les conseqüències de la desviació del consell.
En molts casos, aquest deure es pot complir informant el client de les conseqüències de manera franca i assegurant-se que el client segueix el consell de l'enginyer. En casos molt rars, on fins i tot una autoritat governamental pot no prendre l'acció apropiada, l'enginyer només pot complir el deure fent pública la situació. Com a resultat, la denúncia d'irregularitats per part d'enginyers professionals no és un esdeveniment inusual, i els tribunals sovint s'han posat del costat dels enginyers en aquests casos, anul·lant els deures envers els ocupadors i les consideracions de confidencialitat que altrament haurien impedit que l'enginyer parlés.

## Conducta de l'enginyer
Hi ha diversos conflictes ètics que els enginyers poden enfrontar. Alguns tenen a veure amb la pràctica tècnica mentre altres enfoquen consideracions més àmplies de conducta laboral/empresarial. Aquestes inclouen:
- Enllaços personals amb els clients, consultors, competidors i contractistes.
- Comportament legal dels clients, contractistes, i altres.
- Conflicte d'interessos.
- Suborn i suborn, així com regals, menjars, serveis i entreteniment.
- Tractament de la informació confidencial.
- La consideració dels béns del client o ocupador.
- Subocupació/activitats paral·leles.

Algunes societats d'enginyeria s'ocupen de la protecció del medi ambient com una qüestió independent de l'ètica. El camp de l'ètica dels negocis sovint se superposa i aporta informació per prendre decisions ètiques per part dels enginyers.

## Casos d'estudi i individus clau
Petroski assenyala que la majoria dels errors d'enginyeria estan molt més involucrats que simples errors de càlcul tècnics i involucren la falla del procés de disseny o la cultura de gestió. Tot i això, no totes les falles d'enginyeria impliquen qüestions ètiques. L'infame col·lapse del primer Pont de Tacoma Narrows, i les pèrdues del Mars Polar Lander i el Mars Climate Orbiter van ser falles tècniques i del procés de disseny. Tampoc tots els problemes d'ètica de l'enginyeria són falles d'enginyeria necessàries per: l'instructor de la Universitat de Northwestern Sheldon Epstein va citar l'Holocaust com un exemple d'una violació de l'ètica de l'enginyeria a malgrat (i degut a) que les creacions dels enginyers van tenir èxit a dur a terme la missió de genocidi dels nazis.